# Merrimack College
Il Merrimack College venne fondato nel 1947, dall'Ordine di Sant'Agostino. I primi studenti ad iscriversi furono i veterani tornati dai campi di battaglia della seconda guerra mondiale. La loro iscrizione fu finanziata dal GI Bill. Il college offre diplomi di laurea in affari, istruzione, scienza, ingegneria, e arti liberali.
Il Merrimack College ha in attivo più di 70 programmi di studio, nel campo delle biotecnologie, nella criminologia, negli studi ambientali e di sostenibilità, nella tecnologia dell'informazione, nella gestione dello sport. Il Merrimack College è inoltre all'avanguardia nei programmi di studio di educazione cooperativa tra studenti.
Nel College sono presenti 50, tra club e organizzazioni studentesche a disposizione degli studenti. Attraverso programmi ricreativi e popolari, gli studenti possono scegliere fra 15 diversi campionati e una serie di società sportive, che spaziano dal rugby al lacrosse. The Merrimack Beacon, fondata nel 2002, è un'associazione di riferimento per tutti gli studenti quale fonte di notizie sul College. L'Annuario della scuola viene chiamato Merrimackan.

## Storia
Gli Agostiniani Irlandesi sbarcarono negli Stati Uniti nel 1796. Un piccolo numero di frati Agostiniani fondò la Provincia di San Tommaso. Nel 1842, la provincia ha istituito il Villanova College, situato a circa 19 chilometri a ovest di Filadelfia.
Nel 1947, la Provincia di San Tommaso ha istituito nel comune di North Andover, Massachusetts, il Merrimack College. Nel marzo 1947, il Commonwealth of Massachusetts concesse la presenza di un volo charter per raggiungere l'" Augustinian College of the Merrimack Valley". Il primo presidente fu padre Vincent A. Mc Quade, nativo di Lawrence, Massachusetts. Dal 1947, il Merrimack College è stato ampliato fino a raggiungere la superficie di 90 ettari ed ha condotto alla laurea quasi 22 000 studenti.